# Подградє
Подградє (словен. Podgradje) — поселення в общині Лютомер, Помурський регіон, Словенія. Висота над рівнем моря: 189,4 м.